# ラピスリライツ 〜この世界のアイドルは魔法が使える〜
『ラピスリライツ 〜この世界のアイドルは魔法が使える〜』（ラピスリライツ このせかいのアイドルはまほうがつかえる）は、KLabとKADOKAWAによるメディアミックスプロジェクト。略称は『ラピライ』。
「魔法」×「アイドル」をプロジェクトのテーマとして掲げている。6つのアイドルユニットとすでに解散しているとされる1ユニットが登場し、プレイヤーが先生となって彼女たちを導いていくストーリーが展開される。
プロジェクトの楽曲制作にはJVCケンウッド・ビクターエンタテインメントが参加する。その他シナリオはあさのハジメが担当、キャラクターデザインはU35が担当する。

## 沿革
2017年9月21日、東京ゲームショウ2017にて「KLab Games」と「KADOKAWA」によるメディアミックスプロジェクト「ProjectPARALLEL」が発表された。この時にKLabからはYouTubeにてトレイラーが公開されている。
それからおよそ半年後の2018年3月24日、AnimeJapan 2018にて「Project PARALLEL」の正式タイトルが「ラピスリライツ 〜この世界のアイドルは魔法が使える〜」に決定したと発表され、加えてモバイルオンラインゲームをはじめとして漫画化、小説化、アニメ化といった企画が進行中であることも発表された。このAnimeJapan 2018では作中の6ユニットを演じる総勢20名の声優が2日間で4回のライブパフォーマンス行ったことで話題になった。
2018年9月22日には東京ゲームショウ2018にて、作中ではすでに解散しているとされている伝説のユニット「Ray」のキャストを発表した。
2019年2月、KLabと業務提携した中国の盛大遊戯（2019年4月に「盛趣遊戯」へ社名変更）と「ラピスリライツ 〜この世界のアイドルは魔法が使える〜」のゲームアプリを共同開発することを発表。
2019年8月18日に初の単独イベント「私たちのPrelude（プレリュード）」がDMM VR THEATER YOKOHAMAにて開催された。
2020年7月にはテレビアニメ版が放送された。
2021年12月14日、ゲームアプリ版のサービスを開始。
2022年10月31日、ゲームアプリ版のサービスを終了。

## 登場人物
メディアミックス作品である本作は媒体ごとのパラレルワールドを謳っており・テレビアニメ・コミカライズ（公式サイトの漫画「私たちのPrelude（前奏曲）」と電撃大王での連載版の2種）・ノベライズ・そしてゲームアプリで展開が異なり、キャラクター同士の出会い、またユニットの結成する経緯やタイミングが異なる。

### LiGHTs（ライツ）
リーダーのティアラを中心として、ポジティブで元気な笑顔を届ける次世代王道ユニット。トップ魔女を目指し輝きにあふれるオルケストラを行っている。コミカライズでは他者とのユニットの結成をあぐねいていた面々が学園に編入したティアラを中心に集まり、共通の憧れである『Ray』へのオマージュを込めてユニット名を定めた。アニメ版では学園長命令で加入させられたティアラ以外は班であり、様々な過失で退学寸前までの赤点候補生だった。ランクも最下位の『ラピス』。アニメにおいては、ティアラ加入後少しずつ成績も改善していったものの、ある時のラヴィの行動により再び退学危機となり、オルケストラに挑むことになる。コンセプトは「私たちが、新しい『光』になる」。
ティアラ（Tiara）
声 - 安齋由香里
年齢：16歳、誕生日：8月7日、身長：156センチメートル、3サイズ：83/57/81、血液型：A型、出身国：ウェールランド
明るい性格のムードメーカー。ウェールランドの第2王女で、伝説のユニット『Ray』のリーダー・エリザの実妹だが、周囲にはそのことを隠している。
アニメ・漫画版ともに幼少期は病弱であり、姉の歌で支えられた過去から自分も姉と同様に「歌で人々を元気づける魔女」を目指すようになる。運動経験の乏しさから体力が低く、また激しく体を動かすことに慣れていない。植物を愛でており、魔法で花を元気づけたり、地形の植物を急成長させて機転を利かせることができる。
ロゼッタ（Rosetta）
声 - 久保田梨沙
年齢：16歳、誕生日：9月6日、身長：164センチメートル、3サイズ：79/56/81、血液型：A型、出身国：ウェールランド
クールな性格の優等生。ティアラの幼なじみで、ティアラの正体を身近で知る数少ない存在。本来は王族に仕える身分であり、本性ではティアラに敬語で接するが対等を主張するティアラから禁じられている。
アニメ・漫画それぞれの経緯で、二人部屋でティアラと同室。アニメではティアラへの好意が無自覚ながらストーカーじみており、ティアラと再会するまでの日数を細かく覚えているほど。貴族の出身だが一族は没落しており、バイトを掛け持ちして生活を賄っている。
アニメにおいてはアルーンウィック領主の娘であり、アルーンウィック領が魔獣に襲われたため、国の支援を受けつつ私財をなげうっていたためであった。
ラヴィ（Lavie）
声 - 向井莉生
年齢：16歳、誕生日：5月23日、身長：152センチメートル、3サイズ：87/57/83、血液型：B型、出身国：マルルセイユ
文武両道のエースを自称する自信家。ただし、スポーツ万能だが、勉強は苦手でありアシュレイから「バカラヴィ」と罵倒されている。
チア部に所属しており、チアガールとして鼓舞することで他人の身体能力を底上げすることができる（漫画版では自分にも有効で、発動時はコスチュームもチアガールに変身する）。ただし、発動中は凄まじい身体能力を発揮する一方で、効果が消えると著しく体力を消耗してしまう。
アシュレイ（Ashley）
声 - 佐伯伊織
年齢：17歳、誕生日：2月9日、身長：163センチメートル、3サイズ：82/58/81、血液型：O型、出身国：ドルトガルド
騎士家系の出身で、生真面目な性格。一方で可愛いものには目がない。
リネット（Lynette）
声 - 山本瑞稀
年齢：15歳、誕生日：4月23日、身長：154センチメートル、3サイズ：92/59/87、血液型：O型、出身国：マルルセイユ
本好きで妄想癖のある図書委員。魔女に対して強い憧れを抱いている。
口ベタだが、魔法書や魔女のことになると饒舌になる。アニメでは相手を拘束したり睡魔をかけたりと様々な魔法を齎す書物を手にしている。アニメと漫画でそれぞれラトゥーラが同じ魔女オタクだと知ってからは意気投合し、彼女を「ララちゃん」と呼んで慕っている。

### IV KLORE（フォークロア）
サキュバス、魔律人形、人狼、幽霊。人とは異なる妖しい魅力を備えた亜人ユニット。亜人特有の優れた能力を駆使し、そのポテンシャルは非常に高い。学内のランクは最高の『ノワール』。作品の媒体によってガーネットの加入経緯が異なる（電撃大王のコミカライズでは加入済み）。コンセプトは「奏でましょう、艶やかな都市伝説（フォークロア）」。
エミリア（Emilia）
声 - 星乃葉月
年齢：16歳、誕生日：10月30日、身長：164センチメートル、3サイズ：91/57/88、血液型：A型、出身国：ドルトガルド
サキュバスのお嬢様。大の男嫌い。彼女の体に触れるとエナジードレインという相手の人間から生気を奪う現象が起こり、触れた人間は気を失うこともある。
アニメでは制御不能のエナジードレイン体質で、ティアラやシャンペ、そしてカエデを失神に追い込んだが、あるふぁ曰く亜人同士では平気とのこと。
あるふぁ（α）
声 - 嶺内ともみ
年齢：16歳（精神年齢設定）、誕生日：11月1日、身長：154センチメートル、3サイズ：83/58/81、血液型：不明、出身国：ドルトガルド
エミリアのメイド。魔法仕掛けの少女人形。そのため、エミリアのエナジードレインは効かない。クールで無感情だがエミリアに対してはおせっかいじみている。魔法で髪を自在に操ることができる。
サルサ（Salsa）
声 - 篠原侑
年齢：13歳、誕生日：3月20日、身長：141センチメートル、3サイズ：70/53/73、血液型：B型、出身国：ドルトガルド
人狼の少女。陸上部のエースで、身体能力が高い。並はずれた嗅覚と聴覚の持ち主。亜人であるためか人が死ぬような毒キノコを平気で食べることができる。「わっふぅ〜」が口癖。
ガーネット（Garnet）
声 - 中山瑶子
年齢：15歳、誕生日：7月26日、身長：155センチメートル、3サイズ：84/57/83、血液型：O型、出身国：ドルトガルド
おっとりした幽霊の少女だが、幽霊であることを自覚していない。神出鬼没に壁を透過できるが、自身はそれも魔法だと思い込んでいる。
アニメでは第5話から登場し、洋館に住まい森で人間たちを悩ます怪奇現象の対象者となっている。自分を誘ったエミリアに惹かれているが、表情はかなりヤンデレ染みている。

### この花は乙女（このはなはおとめ）
妹好きの長女・ツバキ、ロック好きの次女・ナデシコ、占いマニアの三女・カエデのメンバーからなる、和風ロックを舞い踊るヤマトの国から来た三姉妹。
アニメでは以前のユニットは、革ジャンを着た純粋なロックバンドだったらしいが、心機一転を狙って現在のような和洋折衷のコンセプトに挑戦した。ランクは中間クラスの『ルージュ』。コンセプトは「さあ、『ろっく』に参りましょう」。
ナデシコ（Nadeshiko）
声 - 本泉莉奈
年齢：15歳、誕生日：6月9日、身長：159センチメートル、3サイズ：82/56/80、血液型：B型、出身国：ヤマト
三姉妹の次女。性格は天然気味。そしてロック好き
音楽に関係なく、興奮したものには「ロックです！」と称賛する。ギターに頬ずりして高揚するほどのギターフェチ（カエデ曰く「（ツバキと同様に）筋金入の変態さん」）。
ツバキ（Tsubaki）
声 - 鈴木亜理沙
年齢：17歳、誕生日：12月6日、身長：164センチメートル、3サイズ：90/58/86、血液型：B型、出身国：ヤマト
三姉妹の長女。一見はおしとやかだが、大のシスターコンプレックスでアニメでは制服に妹の下着を肌身離さず持っているなど常軌を逸している。
弓道部に所属しており、魔法で生成した弓矢を射ることができる。
カエデ（Kaede）
声 - 大野柚布子
年齢：13歳、誕生日：5月5日、身長：142センチメートル、3サイズ：69/52/69、血液型：A型、出身国：ヤマト
三姉妹の三女。しっかり者。
占い研究会に所属しており、陰陽風の紙の式神を操ることができる。
狐好きで、獣人でルームメイトのサルサとは仲がいい。

### シュガーポケッツ
オタクセレブギャルのラトゥーラ、No.1妹キャラのシャンペ、引きこもり天才発明家のメアリーベリー。トイボックスのようにキュートでポップなユニット。アニメでのランクは初期は『ラピス』だったが、球技大会で数合わせでエミリアたちのチームメンバーだったことで優勝して『ルージュ』に昇格。コンセプトは「みんなのハートを盗んであげる!」。
ラトゥーラ（Ratura）
声 - 早瀬雪未
年齢：15歳、誕生日：7月17日、身長：165センチメートル、3サイズ：85/57/82、血液型：AB型、出身国：フィレンツァ
語尾に「〜だし」とつけるギャル。大手の服ブランドの名家の生まれだが、教育上小遣いが少なく、バイトで稼いでいる。しかし、隠れ魔女オタクであり、稼いだ金銭は関連グッズの購入で消えているとのこと。
シャンペ（Champe）
声 - 広瀬世華
年齢：14歳、誕生日：10月3日、身長：140センチメートル、3サイズ：71/54/70、血液型：A型、出身国：マルルセイユ
「バレ～部」のエースを自負する自称「最高の妹キャラ」。無垢な性格で、人見知りのメアリーベリーを支えようとしたり、縁の下の力持ちとしても活躍を見せる。
メアリーベリー（Maryberry）
声 - 赤尾ひかる
年齢：14歳、誕生日：4月18日、身長：139センチメートル、3サイズ：68/53/69、血液型：O型、出身国：ウェールランド
様々な魔法道具を作り出す天才児だが、極度の人見知り。発明品のひとつであるタブレット型発声装置『ベリーボード』を常備することで気持ちを代弁しているが、何故か「〜〜だぜ！」とかなり陽気で男勝りな口調で発せられる（なお、アニメ版では商品化もされているらしいが、彼女のような境遇の人物はそうそういないので大量の在庫がある）。そしてこのベリーボードがエリザが身に着けているブレスレットと同じようなものである。

### Sadistic★Candy（サディスティックキャンディー）
学院一の魔力を持った・ルキフェルと、一般人に憧れているが実力はトップクラスな魔女・アンジェリカという2人で構成された「最キョウ」凸凹コンビ。コンセプトは「きゃっるるーん♪　ハロハロー★」。アニメでは『ルージュ』ランクでそれなりに実力があるが、ルキフェルがサボり症なので実際の活躍を見た者は少ない。
アンジェリカ（Angelica）
声 - 雨宮夕夏
年齢：18歳、誕生日：6月12日、身長：172センチメートル、3サイズ：88/59/87、血液型：AB型、出身国：ウェールランド
かつては「Ray」で天才アイドル「あんじぇ」として活躍していたが、身体の成長によってアイドル活動を休止していた。わけあってフローラ女学院に一般の女子生徒として復学「普通の女の子」を目指している。おばさんと呼ばれることが嫌い。
ルキフェル（Lucifer）
声 - 松田利冴
年齢：16歳、誕生日：6月12日、身長：146センチメートル、3サイズ：73/55/76、血液型：A型、出身国：不明
フローラ女学院一の魔力をもっている問題児。とある事故を起こし国中から恐れられているが、個性的な学院ではそんなことを気にせずに学院生活を謳歌している。

### supernova（スーパーノヴァ）
リュウトからの留学生で「歌姫の後継者」と呼ばれるユエの率いる、学院No.1の超実力派ユニット。アニメでのランクも最高の『ノワール』。コンセプトは「誰よりも、誰よりも『強く』輝きたい」。
ユエ（Yue）
声 - 桜木夕
年齢：17歳、誕生日：1月25日、身長：164センチメートル、3サイズ：84/56/83、血液型：AB型、出身国：リュウト
リュウト出身の王女。トップを目指す実力至上主義。過去に出会ったエリザに憧れを抱いているが、何故かその妹であるティアラを敵視に近い態度で拒絶している。
ミルフィーユ（Millefeuille）
声 - 奥紗瑛子
年齢：17歳、誕生日：3月6日、身長：156センチメートル、3サイズ：90/61/87、血液型：A型、出身国：マルルセイユ
フィオナ（Fiona）
声 - 伊藤はるか
年齢：17歳、誕生日：1月6日、身長：162センチメートル、3サイズ：76/53/77、血液型：B型、出身国：フィレンツァ

### Ray（レイ）
ウェールランド第一王女・エリザがリーダーを務めていた伝説的ユニット。数々の功績を残し、名実ともにトップ魔女としてその名を馳せていた。コンセプトは「さあ、行きましょう。『奇跡』を届けに!」。エリザの引退を契機に現在は解散をしている。
エリザ（Eliza）
声 - 花澤香菜
年齢：17歳（解散時）、誕生日：4月30日、身長：165センチメートル、3サイズ：85/57/84、血液型：AB型、出身国：ウェールランド
ティアラの姉で、Ray解散後はウェールランドに戻り第一王女としての職務を務めている。最後までティアラにフローラ女学院の入学に反対していた。妹想いでありティアラのために新しい魔法を開発していたりする。当時の異名は「真紅の歌姫」。
歌に魔法を乗せることが出来る能力を持ち、ティアラの治療をはじめ、皆のために魔法を酷使した結果、のどに負担がかかって現在では声を失いかけており、ブレスレット型の発声装置を使用し会話をしている。
ティアラのフローラ女学院への入学に反対していたのは自身と同じ轍を踏ませないためであり、そのため裏で手を回していた。
クロエ（Chloe）
声 - 南條愛乃
年齢：17歳（解散時）、誕生日：4月2日、身長：162センチメートル、3サイズ：90/58/87、血液型：A型、出身国：マルルセイユ
現フローラ女学院の理事長。かつてはRayの一員としてアイドル活動をしていた。アイドル活動をしていた時は中二病的な言動をしており異名である「冥府より来たりし蒼き死神」は自分から広めていたとされる。
マームケステルへ魔獣が迫っていた時には自ら陣頭指揮を執り魔獣と戦闘を行っている。
あんじぇ（Angers）
声 - 雨宮夕夏
年齢：15歳（解散時）、誕生日：6月12日、身長：139センチメートル、3サイズ：66/52/67、血液型：AB型、出身国：ウェールランド
「Sadstic★Candy」のアンジェリカの3年前の姿。当時は何処までも無垢で天真爛漫であり付いた異名は「小さな大天使」。Rayの解散を機に一時期休学をしていた。よく語頭にエンジェルとつける。
カミラ（Camilla）
声 - 上坂すみれ
年齢：18歳（解散時）、誕生日：8月21日、身長：169センチメートル、3サイズ：78/56/81、血液型：B型、出身国：ドルトガルド
ドルトガルド出身の吸血鬼の亜人で、運動をしても疲れ知らずで汗一つかかないことから「純潔の貴公子」の異名を持つ（クロエ曰く只のナルシスト）。Ray解散後はドルトガルドで魔法研究をしているという。
ユズリハ（Yuzuriha）
声 - 佐倉綾音
年齢：18歳（解散時）、誕生日：11月29日、身長：146センチメートル、3サイズ：83/54/78、血液型：O型、出身国：ヤマト
キャバレ～部の創設者。古風な喋りをするが体格は小学生と見間違うほど小さい。そして、百合趣味を持っているが、高い洞察力と集中力を保ち、華麗なる舞を舞うことから「優艶なる舞姫」の異名を持つ。Ray解散後は世界各国を遊び歩いている模様。

### その他の登場人物
メリッサ
声 - 石原千尋
バンプボールで一緒になったラピスランクの生徒。眼鏡をかけている。園芸部所属。
リリ
声 - 町田美優
メリッサと行動を共にするラピスランクの生徒。ココとは双子の姉妹で、髪型が多少異なる。一瞬でココと場所を入れ替わる魔法が使える。
ココ
声 - 宍戸智恵
リリの双子の妹。内気な性格で運動は得意ではない。
マリアンヌ
声 - 斎藤千和
あるふぁと同族かは不明だが、意志を宿したフランス人形。森の奥地の洋館で同居していたガーネットの「お友達探し」を手伝う一方で、様々な怪奇現象を起こしていたものの、正体を見破ったあるふぁによって拷問に近い制裁を受けてしまう。孤独なガーネットが死を自覚していないことには、負い目を感じていた。

## 用語
魔女
特殊な魔法を使うことが出来る少女たち。人々のプラスの感情を集めて魔法を強化したり、魔女として成長することができる。歌い、踊り、戦う存在。
オルケストラ
魔女たちが行う歌や踊りのステージ。魔力を集め魔獣を封印するプリズムウォールの機能維持のための側面を持つ。
フローラ女学院
『暁の魔女』と呼ばれるフローラが創った、世界で最初の「魔女のための総合魔法学校」。所在地はウェールランド。長い伝統を持つ名門でありながら、自由な校風であり、新たなものの導入にも積極的。また、その門戸を広く開いており、半数近くの生徒が各国からの留学生となっている。学院にはランクという制度が存在しており、特に班に所属している生徒は班単位でランクが決まっており、特に成績の悪いラピスの班は事態の改善をしない限り連帯責任で班ごと退学処分させられる。アニメでは、成績の高い順から、ノワール（黒）、ルージュ（赤）、ラピス（青）となっており、そのランクに応じて食堂、浴室の使用時間が定められている、またランクの見分け方は体操服、学院指定のネグリジェ、制服のカラーで判別することができる。
ウェールランド
魔法技術においては最先端をいく国であり、各国に対するリーダーシップを取っている。首都はブリストル。フローラ女学院はマームケステルという街に存在している。他にも「ドルトガルド」「マルルセイユ」「フィレンツァ」「ヤマト」「リュウト」などの国がある。
Ray（レイ）
3年前に解散した伝説的なユニット。数々の世界的な功績を残している。
特別クラス
フローラ女学院において、問題がある特殊な生徒ばかりを集めたクラス。
来訪者 / フォーリナー
古くは200年前から複数確認されている異なる世界からの来訪者。来訪者によってもたらされた文化や概念も多い。ゲーム版のプレイヤーは来訪者としてフローラ女学院で特別クラスを受け持つ教師となり、まだ見習いの彼女たちを導くことになる。
バンプボール
ボールを投げて相手チームに当てるスポーツ。当たった人は外野の人と交代をする。リーグ制で先に15点取ったチームが勝ち。魔法を使うことが許されているが、攻撃魔法は一回のみである。
バレ～部
ユズリハが考案したフローラ女学院独自の部活。キャバレ～部の略称。フローラ女学院の生徒を癒す部活で食事も提供する。耳かき、特定の部員と一緒になる、食事を口に運ぶなどのサービスがある。部員服があり、ピンクチェックのメイド服を着用する。
フィリアレギスの髪飾り
ウェールランド王室の年代記と言われるもので記憶を司り、後世へ語り継ぐ能力をもった魔法道具で、力を発揮するためには髪飾り自身に選ばれる必要がある。物語開始時点ではティアラが所有していたが、かつては姉のエリザが所有していた。
また魔力を増幅する機能もあり、エリザはそれを使い歌に高等魔法を乗せて歌っていたり、ティアラの治癒にも使っていた。

## スタッフ
プロジェクトの主要スタッフ
- シナリオ - あさのハジメ
- キャラクターデザイン - U35
- 世界観設定協力 - 村山吉隆
- コンセプトアート - ずじ
- 衣装デザイン協力 - 鮫医師
- 音楽制作 - JVCケンウッド・ビクターエンタテインメント

## 書誌情報

### 漫画
KADOKAWAの雑誌『月刊コミック電撃大王』で、作画：ヒロイチ、漫画版構成：永井真吾、原作：Project PARALLELによるコミカライズが2019年12月号から2021年3月号まで連載。タイトルは単に「ラピスリライツ」。
1. 2020年7月22日発売、ISBN 978-4-04-913285-4
2. 2021年3月26日発売、ISBN 978-4-04-913708-8

### ライトノベル
あさのハジメによる『ラピスリライツ 魔女たちのアルバム』が2020年7月20日よりMF文庫Jより発売される、イラストはU35。KADOKAWAの雑誌『電撃G's magazine』2020年4月号から11月号まで先行連載。
1. 『ラピスリライツ 魔女たちのアルバム LiGHTs編』 2020年7月20日発売、ISBN 978-4-04-064589-6
2. 『ラピスリライツ 魔女たちのアルバム2 supernova編』 2022年2月25日発売、ISBN 978-4-04-064590-2

## 音楽情報
シリーズの楽曲を収録したCDがJVCケンウッド・ビクターエンタテインメントから発売されている。

## ライブ・イベント

### 主なイベント
| 年     | タイトル                                                                                                | 公演日      | 会場               | 出演者 | 出典   |
| ------ | --- | ----------- | ------------------ | --- | ------ |
| 2019年 | ラピスリライツ 〜この世界のアイドルは魔法が使える〜 初単独イベント「私たちのPrelude」                   | 8月18日     | DMM VR THEATER     | LiGHTs（安齋由香里、久保田梨沙、向井莉生、佐伯伊織、山本瑞稀） IV KLORE（星乃葉月、嶺内ともみ、篠原侑、中山瑶子） この花は乙女（本泉莉奈、鈴木亜理沙、大野柚布子） シュガーポケッツ（早瀬雪未、広瀬世華、赤尾ひかる） Sadistic★Candy（雨宮夕夏、松田利冴） supernova（桜木夕、奥紗瑛子、伊藤はるか） | [ 13 ] |
| 2020年 | “ラピスリライツ 〜この世界のアイドルは魔法が使える〜” 1st Album「START the MAGIC HOUR」リリースイベント | 2月9日      | ヴィーナスフォート | LiGHTs（安齋由香里、久保田梨沙、向井莉生、佐伯伊織、山本瑞稀） IV KLORE（星乃葉月、嶺内ともみ、篠原侑、中山瑶子） この花は乙女（本泉莉奈、鈴木亜理沙、大野柚布子） シュガーポケッツ（早瀬雪未、広瀬世華、赤尾ひかる） Sadistic★Candy（雨宮夕夏、松田利冴） supernova（桜木夕、奥紗瑛子、伊藤はるか） | [ 14 ] |
| 2021年 | ラピスリライツ・スターズ 1st Orchestra「LIGHT UP the MAGIC」                                            | 9月4日、5日 | オンライン配信のみ | LiGHTs（安齋由香里、久保田梨沙、向井莉生、佐伯伊織、山本瑞稀） IV KLORE（星乃葉月、嶺内ともみ、篠原侑、中山瑶子） この花は乙女（本泉莉奈、鈴木亜理沙、大野柚布子） シュガーポケッツ（早瀬雪未、広瀬世華、赤尾ひかる） Sadistic★Candy（雨宮夕夏、松田利冴） supernova（桜木夕、奥紗瑛子、伊藤はるか） | [ 15 ] |

### その他出演
一部のイベントが、新型コロナウイルスの感染拡大の影響に伴い中止された。
| 年     | タイトル                                                                              | 公演日        | 会場                    | 出演者 | 出典          |
| ------ | ------------------------------------------------------------------------------------- | ------------- | ----------------------- | --- | ------------- |
| 2018年 | AnimeJapan 2018                                                                       | 3月24日、25日 | 東京国際展示場          | LiGHTs、IV KLORE、この花は乙女、シュガーポケッツ、Sadistic★Candy、supernova                                                         | [ 16 ]        |
| 2018年 | MF文庫J 夏の学園祭2018                                                                | 7月29日       | ベルサール秋葉原        | LiGHTs、エミリア（星乃葉月）、カエデ（大野柚布子） ラトゥーラ（早瀬雪未）、アンジェリカ（雨宮夕夏）、ユエ（桜木夕）                 | [ 17 ]        |
| 2018年 | TOKYO GAME SHOW 2018                                                                  | 9月22日       | 幕張メッセ              | LiGHTs、IV KLORE、この花は乙女、シュガーポケッツ、Sadistic★Candy、supernova                                                         | [ 13 ]        |
| 2019年 | AnimeJapan 2019                                                                       | 3月23日       | 東京国際展示場          | クロエ（南條愛乃）、LiGHTs | [ 18 ]        |
| 2019年 | COMICUP25                                                                             | 12月21日      | 上海新国際博覧中心      | ティアラ（安齋由香里）、ユエ（桜木夕）                                                                                              | [ 19 ]        |
| 2019年 | コミックマーケット97                                                                  | 12月31日      | 東京国際展示場          | ティアラ（安齋由香里）、エミリア（星乃葉月）、カエデ（大野柚布子） ラトゥーラ（早瀬雪未）、アンジェリカ（雨宮夕夏）、ユエ（桜木夕） | [ 20 ]        |
| 2020年 | ラピスリライツ・スターズ 1st Album 「START the MAGIC HOUR」発売記念インストアイベント | 中止          | アニメイト横浜ビブレ    | あるふぁ（嶺内ともみ）、ラトゥーラ（早瀬雪未）、フィオナ（伊藤はるか）                                                              | [ 21 ] [ 22 ] |
| 2020年 | ラピスリライツ・スターズ 1st Album 「START the MAGIC HOUR」発売記念インストアイベント | 中止          | AKIHABARAゲーマーズ本店 | ティアラ（安齋由香里）、カエデ（大野柚布子）、ルキフェル（松田利冴）                                                                | [ 21 ] [ 22 ] |
| 2020年 | AnimeJapan 2020                                                                       | 中止          | 東京国際展示場          | LiGHTs、IV KLORE、この花は乙女、シュガーポケッツ、Sadistic★Candy、supernova                                                         | [ 23 ] [ 24 ] |

## テレビアニメ
2020年7月から9月まで『Lapis Re:LiGHTs』（ラピスリライツ）のタイトルでTOKYO MXほかにて放送された。

### スタッフ（アニメ）
- 原作 - Project PARALLEL
- 監督 - 畑博之[26]
- シリーズ構成・脚本 - 土田霞、あさのハジメ[26]
- キャラクター原案 - U35
- アニメキャラクターデザイン・ 総作画監督 - 池上たろう[26]
- プロップデザイン - 岩永悦宜[26]
- 色彩設計 - 古市裕一[26]
- 美術設定 - 宮野隆[26]
- 美術監督 - 山本陽一朗[26]
- CG監督 - 五島卓二[26]
- 撮影監督 - 岩井和也[26]
- 編集 - 坪根健太郎[26]
- 音響監督 - 納谷僚介[26]
- 音楽 - 宝野聡史[26]
- 音楽プロデューサー - 小山剛史
- 音楽制作 - ビクターエンタテインメント
- 音響制作 - スタジオマウス[26]
- チーフプロデューサー - 黒須礼央、瀬戸優、三坂泰二、万木壮、土屋慎一、劉俊文
- プロデューサー - 福永佳祐、横山憲二郎、神長敬祐、本橋健太、田中智博、小坂純、谷本千明、金千、大上裕真
- アニメーションプロデューサー - 中谷諭史
- アニメーション制作 - 横浜アニメーションラボ[26]
- 製作 - TEAM Lapis Re:LiGHTs（NBCユニバーサル・エンターテイメント、KLab、KADOKAWA、JVCケンウッド・ビクターエンタテインメント、スタジオマウス、レッグス、JY Animation）

### 主題歌

#### オープニング・エンディング
「私たちのSTARTRAIL」
オープニングテーマ。作詞は松原さらり、作曲・編曲は南田健吾、歌はLiGHTs、IV KLORE、この花は乙女、シュガーポケッツ、Sadistic★Candy、supernovaの6ユニット20名によるラピスリライツ・スターズ。第12話では不使用。
「プラネタリウム」
エンディングテーマ。作詞・作曲・編曲は秋浦智裕、歌はLiGHTs。
「Midnight Sapphire」
第6話のみのエンディングテーマ。作詞は石川絵理、作曲は小高光太郎とUiNA、編曲は小高と石倉誉之、歌はIV KLORE。
「私の名は、光。」
第10話のみのエンディングテーマ。作詞はy0c1e、作曲・編曲は佐藤陽介、y0c1e、彦田元気、歌はLiGHTs。
「A.R.I.A」
第12話のみのエンディングテーマ。作詞はAO、作曲は前澤之伯、編曲は鴇沢直、歌はLiGHTs。

#### 挿入歌
「A.R.I.A」
第1話・第12話挿入歌。作詞はAO、作曲は前澤之伯、編曲は鴇沢直。ティアラ（安齋由香里）が第1話、エリザ（花澤香菜）が 第1話と第12話で歌唱。
「アオノショウドウ」
第2話挿入歌。作詞・作曲・編曲はヒゲドライバー、歌はsupernova。
「からくれ＊ナイトフィーバー」
第4話挿入歌。作詞は佐藤サビオ、作曲・編曲はadstlaxy、歌はこの花は乙女。
「ポジティブ★パラダイス」
第5話挿入歌。作詞は昆真由美、作曲は小野貴光、編曲は玉木千尋、歌はSadistic★Candy。
「わがままキャラメリゼ」
第7話挿入歌。作詞は佐藤サビオ、作曲・編曲はzakbee、歌はシュガーポケッツ。
「700,000,000,000,000,000,000,000の空で」
第8話挿入歌。作詞・作曲・編曲はかめりあ、歌はLiGHTs。
「Are Many Chance!!!」
第12話挿入歌。作詞・作曲・編曲は神谷礼、歌はSadistic★Candy。
「いのち短し、繚乱乙女」
第12話挿入歌。作詞はAO、作曲はKurioとツカダタカシゲ、編曲はツカダタカシゲ、歌はこの花は乙女。
「シャノワール」
第12話挿入歌。作詞・作曲・編曲は萩龍一、歌はシュガーポケッツ。
「禁忌の寓話」
第12話挿入歌。作詞・作曲はマチゲリータ（Schwarz†Ende）、編曲はPowerless（Schwarz†Ende）、歌はIV KLORE。
「RISE」
第12話挿入歌。作詞・作曲・編曲はDJ'TEKINA//SOMETHING、歌はsupernova。
「Your Lights」
第12話挿入歌。作詞・作曲・編曲はかめりあ、歌はLiGHTs。
「HYBRID」
第12話挿入歌。作詞・作曲はヒゲドライバー、編曲はヒゲドライバーとTAKU INOUE、歌はRay。

### 各話リスト
サブタイトル内の大文字を順に読むと、番組タイトル『LAPIS RE LIGHTS』となる。
| 話数 | サブタイトル         | 絵コンテ          | 演出                | 作画監督                                                       | 初放送日      |
| ---- | -------------------- | ----------------- | ------------------- | -------------------------------------------------------------- | ------------- |
| I    | Legendary academy    | 畑博之            | 畑博之              | 池上たろう                                                     | 2020年 7月4日 |
| II   | Accord chase         | 畑博之            | 安部元宏            | 坪田慎太郎 河西睦月 黒岩裕美 三浦菜奈 西村彩                   | 7月11日       |
| III  | Plucky bump          | 中津環            | 中津環              | 王國年                                                         | 7月18日       |
| IV   | Identity             | 畑博之 宇和野歩   | 宇和野歩            | 佐藤天昭 嵩本樹                                                | 7月25日       |
| V    | Sunny day            | 新留俊哉          | 安部元宏            | 伊藤良明 河島久美子 浅井昭人 大橋勇吾 王國年 應地千晶 佐藤天昭 | 8月1日        |
| VI   | Ruin Explorers       | 武市直子 畑博之   | 武市直子            | 應地千晶 橋本有加 池上たろう                                   | 8月8日        |
| VII  | Luminous hope        | 安部元宏 宇和野歩 | 安部元宏            | 王國年                                                         | 8月15日       |
| VIII | Instinct olquestra   | 長町英樹          | 石郷岡範和          | 嵩本樹 池上たろう 王國年                                       | 8月22日       |
| IX   | Gradience            | 宇和野歩          | 宇和野歩            | 武藤信宏 相澤秀亮                                              | 8月29日       |
| X    | Honorable princess   | 中津環 畑博之     | 熨斗谷充孝 安部元宏 | 應地千晶 橋本有加 嵩本樹 河田泉 池上たろう                     | 9月5日        |
| XI   | Top concern          | 蔡欣亞            | 蔡欣亞              | 飯飼一幸 五十子忍 田之上慎 成松義人 服部憲知 柳孝相            | 9月12日       |
| XII  | Specificity ornament | 畑博之            | 畑博之              | 池上たろう                                                     | 9月19日       |

### 放送局
| 放送期間               | 放送時間           | 放送局   | 対象地域 | 備考                                 |
| ---------------------- | ------------------ | -------- | -------- | ------------------------------------ |
| 2020年7月4日 - 9月19日 | 土曜 22:00 - 22:30 | TOKYO MX | 東京都   |                                      |
|                        |                    | BS11     | 日本全域 | BS放送 / 『ANIME+』枠                |
| 2020年7月6日 - 9月21日 | 月曜 21:30 - 22:00 | AT-X     | 日本全域 | CS放送 / リピート放送あり / 字幕放送 |

| 配信開始日   | 配信時間           | 配信サイト |
| ------------ | ------------------ | --- |
| 2020年7月4日 | 土曜 22:00 - 22:30 | ABEMA |
| 2020年7月7日 | 火曜更新           | dアニメストア U-NEXT アニメ放題 FOD バンダイチャンネル TELASA hulu ひかりTV GYAO! niconico アニマックスオンデマンド ビデオマーケット Rakuten TV Amazonプライム・ビデオ HAPPY!動画 |

### BD
| 巻 | 発売日         | 収録話         | 規格品番  |
| -- | -------------- | -------------- | --------- |
| 1  | 2020年10月28日 | 第1話 - 第4話  | GNXA-2291 |
| 2  | 2020年11月25日 | 第5話 - 第8話  | GNXA-2292 |
| 3  | 2020年12月23日 | 第9話 - 第12話 | GNXA-2293 |

## 特別番組

### ラピスリライツ公式番組
| タイトル                                                      | 配信日         | 配信サイト | 出演者                                                         | 配信形態 |
| ------------------------------------------------------------- | -------------- | ---------- | -------------------------------------------------------------- | -------- |
| ラピスリライツ公式番組〜私たちがLiGHTs編〜                    | 2018年 7月29日 | YouTube    | LiGHTs（安齋由香里、久保田梨沙、向井莉生、佐伯伊織、山本瑞稀） | 録画放送 |
| ラピスリライツ公式番組〜奏でましょう、IV KLORE編〜            | 8月3日         | YouTube    | IV KLORE（星乃葉月、嶺内ともみ、篠原侑、中山瑶子）             | 録画放送 |
| ラピスリライツ公式番組〜きゃっるるーん♪Sadistic★Candyだよ編〜 | 8月10日        | YouTube    | Sadistic★Candy（雨宮夕夏、松田利冴）                           | 録画放送 |
| ラピスリライツ公式番組〜せーの！シュガーポケッツ編〜          | 8月17日        | YouTube    | シュガーポケッツ（早瀬雪未、広瀬世華、赤尾ひかる）             | 録画放送 |
| ラピスリライツ公式番組〜参ります、この花は乙女編〜            | 8月24日        | YouTube    | この花は乙女（本泉莉奈、鈴木亜理沙、大野柚布子）               | 録画放送 |
| ラピスリライツ公式番組〜いくよ、supernova編〜                 | 8月31日        | YouTube    | supernova（桜木夕、奥紗瑛子、伊藤はるか）                      | 録画放送 |

### ラピスリライツ魔法放送部
| タイトル                                                           | 配信日         | 配信サイト                                | 出演者 | 配信形態 |
| ------------------------------------------------------------------ | -------------- | ----------------------------------------- | --- | -------- |
| ラピスリライツ魔法放送部〜スペシャル生放送〜                       | 2019年 5月17日 | YouTube ニコニコ生放送 Periscope SHOWROOM | 安齋由香里（ティアラ役）、篠原侑（サルサ役）、本泉莉奈（ナデシコ役） 赤尾ひかる（メアリーベリー役）、松田利冴（ルキフェル役）、桜木夕（ユエ役）                           | 生放送   |
| ラピスリライツ魔法放送部〜supernova編〜                            | 5月24日        | YouTube ニコニコ生放送 Periscope SHOWROOM | supernova（桜木夕、奥紗瑛子、伊藤はるか） | 生放送   |
| ラピスリライツ魔法放送部〜Sadistic★Candy編〜                       | 6月7日         | YouTube ニコニコ生放送 Periscope SHOWROOM | Sadistic★Candy（雨宮夕夏、松田利冴） | 生放送   |
| ラピスリライツ魔法放送部〜IV KLORE編〜                             | 6月21日        | YouTube ニコニコ生放送 Periscope SHOWROOM | IV KLORE（星乃葉月、嶺内ともみ、篠原侑、中山瑶子） | 生放送   |
| ラピスリライツ魔法放送部〜シュガーポケッツ編〜                     | 7月5日         | YouTube ニコニコ生放送 Periscope SHOWROOM | シュガーポケッツ（早瀬雪未、広瀬世華、赤尾ひかる） | 生放送   |
| ラピスリライツ魔法放送部〜この花は乙女編〜                         | 7月19日        | YouTube ニコニコ生放送 Periscope SHOWROOM | この花は乙女（本泉莉奈、鈴木亜理沙、大野柚布子） | 生放送   |
| ラピスリライツ魔法放送部〜LiGHTs編〜                               | 8月2日         | YouTube ニコニコ生放送 Periscope SHOWROOM | LiGHTs（安齋由香里、久保田梨沙、向井莉生、佐伯伊織、山本瑞稀） | 生放送   |
| ラピスリライツ魔法放送部〜スペシャル生放送〜                       | 9月1日         | YouTube ニコニコ生放送 Periscope          | 安齋由香里（ティアラ役）、佐伯伊織（アシュレイ役）、中山瑶子（ガーネット役）、鈴木亜理沙（ツバキ役） 広瀬世華（シャンペ役）、雨宮夕夏（アンジェリカ役）、桜木夕（ユエ役） | 生放送   |
| ラピスリライツ魔法放送部〜スペシャル生放送〜                       | 10月6日        | YouTube ニコニコ生放送 Periscope          | 山本瑞稀（リネット役）、星乃葉月（エミリア役）、本泉莉奈（ナデシコ役） 早瀬雪未（ラトゥーラ役）、松田利冴（ルキフェル役）、伊藤はるか（フィオナ役）                       | 生放送   |
| ラピスリライツ魔法放送部〜スペシャル生放送〜                       | 11月3日        | YouTube ニコニコ生放送 Periscope          | 久保田梨沙（ロゼッタ役）、篠原侑（サルサ役）、大野柚布子（カエデ役） 赤尾ひかる（メアリーベリー役）、松田利冴（ルキフェル役）、奥紗瑛子（ミルフィーユ役）                 | 生放送   |
| ラピスリライツ魔法放送部〜スペシャル生放送〜                       | 12月14日       | YouTube ニコニコ生放送 Periscope          | 向井莉生（ラヴィ役）、星乃葉月（エミリア役）、本泉莉奈（ナデシコ役） 早瀬雪未（ラトゥーラ役）、雨宮夕夏（アンジェリカ役）、桜木夕（ユエ役）                               | 生放送   |
| ラピスリライツ魔法放送部〜スペシャル生放送〜                       | 2020年 1月5日  | YouTube ニコニコ生放送 Periscope          | 安齋由香里（ティアラ役）、嶺内ともみ（あるふぁ役）、大野柚布子（カエデ役） 広瀬世華（シャンペ役）、松田利冴（ルキフェル役）、桜木夕（ユエ役）                             | 生放送   |
| ラピスリライツ魔法放送部 〜1日遅れのバレンタインスペシャル生放送〜 | 2月15日        | YouTube ニコニコ生放送 Periscope          | 安齋由香里（ティアラ役）、篠原侑（サルサ役）、大野柚布子（カエデ役） 赤尾ひかる（メアリーベリー役）、松田利冴（ルキフェル役）、奥紗瑛子（ミルフィーユ役）                 | 生放送   |

### ラピスリライツVR魔法ライブ
| タイトル                                                                      | 配信日        | 配信サイト                               | 出演者                                                         | 配信形態 |
| ----------------------------------------------------------------------------- | ------------- | ---------------------------------------- | -------------------------------------------------------------- | -------- |
| ラピスリライツVR魔法ライブ 〜First Magic Act〜 in cluster【supernova】        | 2019年 9月8日 | cluster YouTube ニコニコ生放送 Periscope | supernova（桜木夕、奥紗瑛子、伊藤はるか）                      | 生放送   |
| ラピスリライツVR魔法ライブ 〜First Magic Act〜 in cluster【Sadistic★Candy】   | 9月22日       | cluster YouTube ニコニコ生放送 Periscope | Sadistic★Candy（雨宮夕夏、松田利冴）                           | 生放送   |
| ラピスリライツVR魔法ライブ 〜First Magic Act〜 in cluster【シュガーポケッツ】 | 10月5日       | cluster YouTube ニコニコ生放送 Periscope | シュガーポケッツ（早瀬雪未、広瀬世華、赤尾ひかる）             | 生放送   |
| ラピスリライツVR魔法ライブ 〜First Magic Act〜 in cluster【IV KLORE】         | 10月22日      | cluster YouTube ニコニコ生放送 Periscope | IV KLORE（星乃葉月、嶺内ともみ、篠原侑、中山瑶子）             | 生放送   |
| ラピスリライツVR魔法ライブ 〜First Magic Act〜 in cluster【この花は乙女】     | 11月2日       | cluster YouTube ニコニコ生放送 Periscope | この花は乙女（本泉莉奈、鈴木亜理沙、大野柚布子）               | 生放送   |
| ラピスリライツVR魔法ライブ 〜First Magic Act〜 in cluster【LiGHTs】           | 11月24日      | cluster YouTube ニコニコ生放送 Periscope | LiGHTs（安齋由香里、久保田梨沙、向井莉生、佐伯伊織、山本瑞稀） | 生放送   |

### ラピライ教育実習中!
| タイトル                                                                                              | 配信日         | 配信サイト                       | 出演者 | 配信形態 |
| --- | -------------- | -------------------------------- | --- | -------- |
| ラピライ教育実習中！ 〜「先生になって」って言われたんだけどなにすればいいの？〜WEBラジオ版#01         | 2020年 5月15日 | YouTube                          | 安齋由香里（ティアラ役）、桜木夕（ユエ役）、鷲崎健（MC）                                                  | 録音放送 |
| ラピライ教育実習中！ 〜「先生になって」って言われたんだけどなにすればいいの？〜WEBラジオ版#02         | 5月22日        | YouTube                          | 星乃葉月（エミリア役）、本泉莉奈（ナデシコ役）、鷲崎健（MC）                                              | 録音放送 |
| ラピライ教育実習中！ 〜「先生になって」って言われたんだけどなにすればいいの？〜WEBラジオ版#03         | 5月29日        | YouTube                          | 早瀬雪未（ラトゥーラ役）、雨宮夕夏（アンジェリカ役）、鷲崎健（MC）                                        | 録音放送 |
| ラピライ教育実習中！ 〜「先生になって」って言われたんだけどなにすればいいの？〜リモート版             | 6月6日         | YouTube ニコニコ生放送 Periscope | 安齋由香里（ティアラ役）、赤尾ひかる（メアリーベリー役） 松田利冴（ルキフェル役）、鷲崎健（MC）           | 生放送   |
| ラピライ教育実習中！ 〜「先生になって」って言われたんだけどなにすればいいの？                         | 6月26日        | YouTube ニコニコ生放送 Periscope | 安齋由香里（ティアラ役）、嶺内ともみ（あるふぁ役）、大野柚布子（カエデ役） 桜木夕（ユエ役）、鷲崎健（MC） | 生放送   |
| ラピライ教育実習中！ 〜「先生になって」って言われたんだけどなにすればいいの？〜最新情報発表スペシャル | 11月3日        | YouTube ニコニコ生放送 Periscope | 篠原侑（サルサ役）、大野柚布子（カエデ役） 雨宮夕夏（アンジェリカ役）、奥紗瑛子（ミルフィーユ役）         | 生放送   |
| ラピライ教育実習中！ 〜「先生になって」って言われたんだけどなにすればいいの？                         | 2021年 2月28日 | YouTube ニコニコ生放送 Periscope | 安齋由香里（ティアラ役）、赤尾ひかる（メアリーベリー役） 松田利冴（ルキフェル役）、桜木夕（ユエ役）       | 生放送   |
| ラピライ教育実習中！ 〜「先生になって」って言われたんだけどなにすればいいの？                         | 3月28日        | YouTube ニコニコ生放送 Periscope | 安齋由香里（ティアラ役）、嶺内ともみ（あるふぁ役） 大野柚布子（カエデ役）、伊藤はるか（フィオナ役）       | 生放送   |
| ラピライ教育実習中！ 〜「先生になって」って言われたんだけどなにすればいいの？                         | 4月25日        | YouTube ニコニコ生放送 Twitter   | 安齋由香里（ティアラ役）、向井莉生（ラヴィ役） 鈴木亜理沙（ツバキ役）、広瀬世華（シャンペ役）             | 生放送   |
| ラピライ教育実習中！ 〜「先生になって」って言われたんだけどなにすればいいの？                         | 5月30日        | YouTube ニコニコ生放送 Twitter   | 安齋由香里（ティアラ役）、篠原侑（サルサ役） 早瀬雪未（ラトゥーラ役）、雨宮夕夏（アンジェリカ役）         | 生放送   |
| ラピライ教育実習中！ 〜「先生になって」って言われたんだけどなにすればいいの？                         | 6月27日        | YouTube ニコニコ生放送 Twitter   | 安齋由香里（ティアラ役）、佐伯伊織（アシュレイ役） 星乃葉月（エミリア役）、本泉莉奈（ナデシコ役）         | 生放送   |
| ラピライ教育実習中！ 〜「先生になって」って言われたんだけどなにすればいいの？                         | 7月25日        | YouTube ニコニコ生放送 Twitter   | 安齋由香里（ティアラ役）、早瀬雪未（ラトゥーラ役） 松田利冴（ルキフェル役）、奥紗瑛子（ミルフィーユ役）   | 生放送   |
| ラピライ教育実習中！ 〜「先生になって」って言われたんだけどなにすればいいの？                         | 8月29日        | YouTube ニコニコ生放送 Twitter   | 安齋由香里（ティアラ役）、山本瑞稀（リネット役） 中山瑶子（ガーネット役）、大野柚布子（カエデ役）         | 生放送   |
| ラピライ教育実習中！ 〜「先生になって」って言われたんだけどなにすればいいの？                         | 9月12日        | YouTube ニコニコ生放送 Twitter   | 安齋由香里（ティアラ役）、久保田梨沙（ロゼッタ役） 篠原侑（サルサ役）、桜木夕（ユエ役）                   | 生放送   |
| ラピライ教育実習中！ 〜「先生になって」って言われたんだけどなにすればいいの？                         | 10月31日       | YouTube ニコニコ生放送 Twitter   | 安齋由香里（ティアラ役）、嶺内ともみ（あるふぁ役） 広瀬世華（シャンペ役）、赤尾ひかる（メアリーベリー役） | 生放送   |
| ラピライ教育実習中！ 〜「先生になって」って言われたんだけどなにすればいいの？                         | 11月21日       | YouTube ニコニコ生放送 Twitter   | 久保田梨沙（ロゼッタ役）、本泉莉奈（ナデシコ役） 大野柚布子（カエデ役）、雨宮夕夏（アンジェリカ役）       | 生放送   |

### アニメ「Lapis Re:LiGHTs」曜日別コンテンツ

#### LiGHTsのお悩み相談室
| タイトル                | 配信日        | 配信サイト | 出演者                                                                       | 配信形態 |
| ----------------------- | ------------- | ---------- | ---------------------------------------------------------------------------- | -------- |
| LiGHTsのお悩み相談室#1  | 2020年 7月5日 | YouTube    | 安齋由香里（ティアラ役）、向井莉生（ラヴィ役）                               | 録画放送 |
| LiGHTsのお悩み相談室#2  | 7月12日       | YouTube    | 安齋由香里（ティアラ役）、久保田梨沙（ロゼッタ役）、向井莉生（ラヴィ役）     | 録画放送 |
| LiGHTsのお悩み相談室#3  | 7月19日       | YouTube    | 久保田梨沙（ロゼッタ役）、向井莉生（ラヴィ役）、佐伯伊織（アシュレイ役）     | 録画放送 |
| LiGHTsのお悩み相談室#4  | 7月26日       | YouTube    | 久保田梨沙（ロゼッタ役）、佐伯伊織（アシュレイ役）、山本瑞稀（リネット役）   | 録画放送 |
| LiGHTsのお悩み相談室#5  | 8月2日        | YouTube    | 安齋由香里（ティアラ役）、向井莉生（ラヴィ役）、山本瑞稀（リネット役）       | 録画放送 |
| LiGHTsのお悩み相談室#6  | 8月9日        | YouTube    | 安齋由香里（ティアラ役）、久保田梨沙（ロゼッタ役）、佐伯伊織（アシュレイ役） | 録画放送 |
| LiGHTsのお悩み相談室#7  | 8月16日       | YouTube    | 向井莉生（ラヴィ役）、佐伯伊織（アシュレイ役）、山本瑞稀（リネット役）       | 録画放送 |
| LiGHTsのお悩み相談室#8  | 8月23日       | YouTube    | 久保田梨沙（ロゼッタ役）、向井莉生（ラヴィ役）、山本瑞稀（リネット役）       | 録画放送 |
| LiGHTsのお悩み相談室#9  | 8月30日       | YouTube    | 安齋由香里（ティアラ役）、久保田梨沙（ロゼッタ役）、山本瑞稀（リネット役）   | 録画放送 |
| LiGHTsのお悩み相談室#10 | 9月6日        | YouTube    | 安齋由香里（ティアラ役）、佐伯伊織（アシュレイ役）、山本瑞稀（リネット役）   | 録画放送 |
| LiGHTsのお悩み相談室#11 | 9月13日       | YouTube    | 安齋由香里（ティアラ役）、向井莉生（ラヴィ役）、佐伯伊織（アシュレイ役）     | 録画放送 |
| LiGHTsのお悩み相談室#12 | 9月20日       | YouTube    | LiGHTs（安齋由香里、久保田梨沙、向井莉生、佐伯伊織、山本瑞稀）               | 録画放送 |

#### その他ユニットの曜日別コンテンツ
| タイトル                                | 配信日                           | 配信サイト | 出演者 | 配信形態 |
| --------------------------------------- | -------------------------------- | ---------- | --- | -------- |
| IV KLOREの恐怖の館#1 - #12              | 2020年7月6日 - 9月21日 毎周月曜  | YouTube    | 星乃葉月（エミリア役）、嶺内ともみ（あるふぁ役）、中山瑶子（ガーネット役）                                  | 録画放送 |
| コノハナろっくチャレンジ#1 - #12        | 2020年7月7日 - 9月22日 毎周火曜  | YouTube    | 鈴木亜理沙（ツバキ役）、大野柚布子（カエデ役）                                                              | 録画放送 |
| シュガポケの漫画研究会#1 - #12          | 2020年7月8日 - 9月23日 毎周水曜  | YouTube    | 早瀬雪未（ラトゥーラ役）、広瀬世華（シャンペ役）                                                            | 録画放送 |
| サディ★キャンのゲームするぞっ！#1 - #12 | 2020年7月9日 - 9月24日 毎周木曜  | YouTube    | Sadistic★Candy（雨宮夕夏、松田利冴） 久保田梨沙（ロゼッタ役）、向井莉生（ラヴィ役）、山本瑞稀（リネット役） | 録画放送 |
| supernovaのミル・クッキング♡#1 - #12    | 2020年7月10日 - 9月25日 毎周金曜 | YouTube    | supernova（桜木夕、奥紗瑛子、伊藤はるか）                                                                   | 録画放送 |

### その他番組
| タイトル | 配信日         | 配信サイト                       | 出演者 | 配信形態 |
| --- | -------------- | -------------------------------- | --- | -------- |
| KLabGames放送局+Plus / KLab Games Station 「ラピスリライツ 〜この世界のアイドルは魔法が使える〜」 東京ゲームショウ2018 スペシャルステージ出張版 | 2018年 9月22日 | YouTube Periscope Facebook       | 松田利冴（ルキフェル役）、嶺内ともみ（あるふぁ役）、赤尾ひかる（メアリーベリー役） | 生放送   |
| ラピスリライツ 1st Album「START the MAGIC HOUR」 発売記念生放送〜スペシャルLINE LIVE〜                                                          | 2020年 2月5日  | LINE LIVE                        | 安齋由香里（ティアラ役）、中山瑶子（ガーネット役）、鈴木亜理沙（ツバキ役） 広瀬世華（シャンペ役）、雨宮夕夏（アンジェリカ役）、奥紗瑛子（ミルフィーユ役） | 生放送   |
| はじめまして！ラピスリライツですっ！ | 3月21日        | AbemaTV                          | LiGHTs（安齋由香里、久保田梨沙、向井莉生、佐伯伊織、山本瑞稀） IV KLORE（星乃葉月、嶺内ともみ、篠原侑、中山瑶子） この花は乙女（本泉莉奈、鈴木亜理沙、大野柚布子） シュガーポケッツ（早瀬雪未、広瀬世華、赤尾ひかる） Sadistic★Candy（雨宮夕夏、松田利冴） supernova（桜木夕、奥紗瑛子、伊藤はるか）、鷲崎健（MC） | 生放送   |
| ラピスリライツ・スターズ / LiGHTs「私たちのSTARTRAIL / プラネタリウム」 発売記念インターネットサイン会                                          | 7月4日         | YouTube                          | LiGHTs（安齋由香里、久保田梨沙、向井莉生、佐伯伊織、山本瑞稀） シュガーポケッツ（早瀬雪未、広瀬世華、赤尾ひかる） この花は乙女（本泉莉奈、鈴木亜理沙、大野柚布子） | 生放送   |
| アニメ「Lapis Re:LiGHTs」放送直前スペシャル特番                                                                                                 | 7月4日         | AbemaTV                          | 安齋由香里（ティアラ役）、久保田梨沙（ロゼッタ役）、篠原侑（サルサ役） 赤尾ひかる（メアリーベリー役）、鷲崎健（MC） | 生放送   |
| ラピスリライツ・アニメ主題歌リリース記念LINE LIVE                                                                                               | 7月8日         | LINE LIVE YouTube                | 安齋由香里（ティアラ役）、広瀬世華（シャンペ役）、雨宮夕夏（アンジェリカ役） | 生放送   |
| ラピスリライツ・スターズ / LiGHTs「私たちのSTARTRAIL / プラネタリウム」 発売記念インターネットサイン会                                          | 7月18日        | YouTube                          | Sadistic★Candy（雨宮夕夏、松田利冴） supernova（桜木夕、奥紗瑛子、伊藤はるか） IV KLORE（星乃葉月、嶺内ともみ、篠原侑、中山瑶子） | 生放送   |
| アニメ「Lapis Re:LiGHTs」一挙配信記念スペシャル特番                                                                                             | 8月29日        | AbemaTV Periscope                | 安齋由香里（ティアラ役）、大野柚布子（カエデ役）、松田利冴（ルキフェル役） 桜木夕（ユエ役）、鷲崎健（MC） | 生放送   |
| アニメ「Lapis Re:LiGHTs」最終回記念生放送 | 9月19日        | YouTube ニコニコ生放送           | 安齋由香里（ティアラ役）、本泉莉奈（ナデシコ役） 赤尾ひかる（メアリーベリー役）、雨宮夕夏（アンジェリカ役） | 生放送   |
| ラピスリライツクリエイターズ | 10月14日       | Twitch                           | ヒゲドライバー、かめりあ、TAKU INOUE、小山剛史（MC） | 生放送   |
| -Ray- Beautiful World / HYBRID 両A面シングル発売記念生放送                                                                                      | 11月23日       | YouTube ニコニコ生放送 Periscope | 上坂すみれ（カミラ役）、安齋由香里（ティアラ役） 赤尾ひかる（メアリーベリー役）、鷲崎健（MC） | 生放送   |
| ラピスリライツ ファン感謝祭 〜私たちと“あなた”のSTARTRAIL〜                                                                                     | 12月5日        | YouTube ニコニコ生放送 Periscope | LiGHTs（安齋由香里、久保田梨沙、向井莉生、佐伯伊織、山本瑞稀） IV KLORE（星乃葉月、嶺内ともみ、篠原侑、中山瑶子） この花は乙女（本泉莉奈、鈴木亜理沙、大野柚布子） シュガーポケッツ（早瀬雪未、広瀬世華、赤尾ひかる） Sadistic★Candy（雨宮夕夏、松田利冴） supernova（桜木夕、奥紗瑛子、伊藤はるか）               | 生放送   |
| ラピスリライツ・スターズ 2nd Album「SKY FULL of MAGIC」 発売記念インターネットサイン会                                                          | 12月12日       | YouTube                          | LiGHTs（安齋由香里、久保田梨沙、向井莉生、佐伯伊織、山本瑞稀） IV KLORE（星乃葉月、嶺内ともみ、篠原侑、中山瑶子） この花は乙女（本泉莉奈、鈴木亜理沙、大野柚布子） | 生放送   |
| ラピスリライツ・スターズ 2nd Album「SKY FULL of MAGIC」 発売記念インターネットサイン会                                                          | 12月13日       | YouTube                          | Sadistic★Candy（雨宮夕夏、松田利冴） シュガーポケッツ（早瀬雪未、広瀬世華、赤尾ひかる） supernova（桜木夕、奥紗瑛子、伊藤はるか） | 生放送   |
| ラピッ！魔女だらけの競技大会！〜私たちのコンチェルト〜                                                                                          | 2021年 9月26日 | YouTube ニコニコ生放送 Twitter   | LiGHTs（安齋由香里、久保田梨沙、向井莉生、佐伯伊織、山本瑞稀） IV KLORE（星乃葉月、嶺内ともみ、篠原侑、中山瑶子） この花は乙女（本泉莉奈、鈴木亜理沙、大野柚布子） シュガーポケッツ（早瀬雪未、広瀬世華、赤尾ひかる） Sadistic★Candy（雨宮夕夏、松田利冴） supernova（桜木夕、奥紗瑛子、伊藤はるか）               | 生放送   |
| ラピスリライツ大感謝特番フローラ女学院就任式〜ようこそ！フローラ女学院へ！〜                                                                    | 12月18日       | YouTube ニコニコ生放送 Twitter   | 安齋由香里（ティアラ役）、向井莉生（ラヴィ役）、星乃葉月（エミリア役） 嶺内ともみ（あるふぁ役）、中山瑶子（ガーネット役）、鈴木亜理沙（ツバキ役） 広瀬世華（シャンペ役）、松田利冴（ルキフェル役）、桜木夕（ユエ役） 奥紗瑛子（ミルフィーユ役）                                                                    | 生放送   |